# Premier League spillere med 100 eller flere mål
Siden dannelse af Premier League i begyndelsen af sæsonen 1992-93 har i alt 34 spillere scoret 100 eller flere mål i konkurrencen. Disse spillere omtales samlet som Premier League 100 Club. Alan Shearer blev i løbet af sæsonen 1995-96 den første spiller til at score 100 Premier League-mål og har rekorden for færrest spillede kampe for at nå dette tal, hvilket lykkedes ham på 124 kampe. Derudover har han også rekorden for flest mål scoret i Premier League med 260. Harry Kane er den næsthurtigste til at nå 100 mål, hvilket han gjorde på 141 kampe. Michael Owen var den yngste spiller til at nå milepælen på 100 mål i en alder af 23 år og 133 dage.
Dwight Yorke var den første ikke-engelske spiller til at score 100 mål i Premier League, hvilket han gjorde den 24. november 2000. Didier Drogba var den første afrikanske spiller til at nå hundred mål-milepælen den 10. marts 2012, og Sergio Aguero var den første sydamerikanske spiller til at nå 100 mål den 19. april 2016. I april 2023 blev Son Heung-min den seneste spiller til at nå 100 mål og samtidig den første asiatiske spiller.

Seks af de 34 spillere har opnået bedriften uden at score på straffespark - Sadio Mané, Peter Crouch, Emile Heskey, Les Ferdinand, Andy Cole og Ryan Giggs. Af de stadig aktive spillere er Callum Wilson tættest på at nå 100 Club med 88 mål. Marcus Rashford er lige bag ved med 85 mål. Emmanuel Adebayor forlod engelsk fodbold i 2016 med 97 mål og var på vej til at passere milepælen som den 12. hurtigste spiller.

## Spillere
Aktive spillere der stadigvæk spiller i Premier League 2024/25 er i fed.
Opdateret d. 28. april 2025
| Rank | Spiller                 | Mål | Kampe | Ratio | Premier League klub(ber)                                                                                    |
| ---- | ----------------------- | --- | ----- | ----- | --- |
| 1    | Alan Shearer            | 260 | 441   | 0,59  | Blackburn Rovers, Newcastle United                                                                          |
| 2    | Harry Kane              | 213 | 320   | 0,67  | Tottenham Hotspur F.C.                                                                                      |
| 3    | Wayne Rooney            | 208 | 491   | 0,42  | Everton, Manchester United                                                                                  |
| 4    | Andrew Cole             | 187 | 414   | 0,45  | Newcastle United, Manchester United, Blackburn Rovers, Fulham, Manchester City, Portsmouth                  |
| 5    | Mohamed Salah           | 185 | 297   | 0,62  | Liverpool, Chelsea                                                                                          |
| 6    | Sergio Agüero           | 185 | 275   | 0,67  | Manchester City                                                                                             |
| 7    | Frank Lampard           | 177 | 609   | 0,29  | West Ham United, Chelsea, Manchester City                                                                   |
| 8    | Thierry Henry           | 175 | 258   | 0,68  | Arsenal |
| 9    | Robbie Fowler           | 163 | 379   | 0,43  | Liverpool, Leeds United, Manchester City                                                                    |
| 10   | Jermain Defoe           | 162 | 496   | 0,33  | West Ham United, Portsmouth, Tottenham Hotspur,Sunderland                                                   |
| 11   | Michael Owen            | 150 | 326   | 0,46  | Liverpool, Newcastle United, Manchester United, Stoke City                                                  |
| 12   | Les Ferdinand           | 149 | 351   | 0,42  | Queens Park Rangers, Newcastle United, Tottenham Hotspur, West Ham United, Leicester City, Bolton Wanderers |
| 13   | Teddy Sheringham        | 146 | 418   | 0,35  | Nottingham Forest, Tottenham Hotspur, Manchester United, Portsmouth, West Ham United                        |
| 14   | Robin van Persie        | 144 | 280   | 0,51  | Arsenal, Manchester United                                                                                  |
| 15   | Jamie Vardy             | 143 | 339   | 0,42  | Leicester City                                                                                              |
| 16   | Jimmy Floyd Hasselbaink | 127 | 288   | 0,44  | Leeds United, Chelsea, Middlesbrough, Charlton Athletic                                                     |
| 16   | Son Heung-min           | 127 | 331   | 0,38  | Tottenham Hotspur                                                                                           |
| 18   | Robbie Keane            | 126 | 349   | 0,36  | Coventry City, Leeds United, Tottenham Hotspur, Liverpool, West Ham United, Aston Villa                     |
| 19   | Nicolas Anelka          | 125 | 364   | 0,34  | Arsenal, Liverpool, Manchester City, Bolton Wanderers, Chelsea, West Bromwich Albion                        |
| 20   | Dwight Yorke            | 123 | 375   | 0,33  | Aston Villa, Manchester United, Blackburn Rovers, Birmingham City, Sunderland                               |
| 20   | Raheem Sterling         | 123 | 394   | 0,31  | Liverpool, Manchester City, Chelsea, Arsenal                                                                |
| 22   | Romelu Lukaku           | 121 | 278   | 0,44  | West Bromwich, Everton, Manchester United, Chelsea                                                          |
| 23   | Steven Gerrard          | 120 | 504   | 0,24  | Liverpool                                                                                                   |
| 24   | Ian Wright              | 113 | 213   | 0,53  | Arsenal, West Ham United                                                                                    |
| 25   | Dion Dublin             | 111 | 263   | 0,42  | Manchester United, Coventry City, Aston Villa                                                               |
| 25   | Sadio Mané              | 111 | 312   | 0,36  | Southampton, Liverpool                                                                                      |
| 27   | Emile Heskey            | 110 | 516   | 0,21  | Leicester City, Liverpool, Birmingham City, Wigan Athletic, Aston Villa                                     |
| 28   | Ryan Giggs              | 109 | 632   | 0,17  | Manchester United                                                                                           |
| 29   | Peter Crouch            | 108 | 468   | 0,23  | Aston Villa, Southampton, Liverpool, Portsmouth, Tottenham Hotspur, Stoke City                              |
| 30   | Paul Scholes            | 107 | 499   | 0,21  | Manchester United                                                                                           |
| 31   | Darren Bent             | 106 | 276   | 0,38  | Ipswich Town, Charlton Athletic, Tottenham Hotspur, Sunderland, Aston Villa, Fulham                         |
| 32   | Didier Drogba           | 104 | 254   | 0,41  | Chelsea |
| 33   | Cristiano Ronaldo       | 103 | 236   | 0,44  | Manchester United                                                                                           |
| 34   | Matthew Le Tissier      | 100 | 270   | 0,37  | Southampton                                                                                                 |